# Incr Tcl
Incr TCL (ITCL) — первое из объектно-ориентированных расширений языка TCL. Частично реализовано на языке Си. С его использованием написана библиотека графических виджетов incr Widgets (iWidgets). Название этого расширения является своего рода «переводом» названия C++ на язык Tcl, команда incr, как и операция ++, увеличивает свой аргумент на 1.
Наряду с XOtcl и SNIT — одно из трёх наиболее популярных объектно-ориентированных расширений Tcl.

## Команды
ITCL — определяет следующие команды:
- itcl::body — определяет и переопределяет тело методов;
- itcl::class — описание класса, см. пример ниже;
- itcl::code — даёт доступ к закрытым (private) членам класса, и при нормальном дизайне программы не должна использоваться прикладным программистом;
- itcl::configbody — позволяет связывать с переменной класса один или несколько конфигураторов (что-то вроде триггеров SQL), см. пример ниже;
- itcl::delete — удаляет объекты, классы и пространства имён;
- itcl::ensemble — создаёт и модифицирует составные команды, см. подробности ниже;
- itcl::find — создаёт список классов и объектов текущего пространства имён, удовлетворяющих образцу;
- itcl::local — создаёт локальный экземпляр класса (внутри определения процедуры);
- itcl::scope — ограничивает обращение к переменной текущим контекстом для передачи в не объектно-ориентированные команды Tcl/Tk[2].
- itcl::is — проверяет, принадлежит ли переменная классу.

## Пример определения класса
В качестве примера приведена объектная оболочка над текстовыми файлами Tcl. Показано использование конфигураторов.
```
class
 
File
 
{

    
# описываем и задаём начальные значения

    
# локальных переменных

    
private
 
variable
 
fid
 
""

    
public
 
variable
 
name
 
""

    
public
 
variable
 
access
 
"r"

    
# определяем конструктор и деструктор

    
constructor
 
{
args
}
 
{

        
eval
 
configure
 
$args

        
# слово configure активирует конфигураторы

    
}

    
destructor
 
{

        
if
 
{
$fid
 
!=
 
""
}
 
{

            
close
 
$fid

        
}

    
}

    
#описываем методы класса

    
method
 
get
 
{}

    
method
 
put
 
{
line
}

    
method
 
eof
 
{}

}

# определяем тела методов

body
 
File::get
 
{}
 
{

    
return
 
[
gets
 
$fid
]

}

body
 
File::put
 
{
line
}
 
{

    
puts
 
$fid
 
$line

}

body
 
File::eof
 
{}
 
{

    
return
 
[
::
eof
 
$fid
]

}

# определяем конфигуратор для 

# глобальной переменной name

# конфигуратор для access не создан

configbody
 
File::name
 
{

    
if
 
{
$fid
 
!=
 
""
}
 
{

        
close
 
$fid

    
}

    
set
 
fid
 
[
open
 
$name
 
$access
]

}

#

# класс File в действии:

#

# создаём объект

File
 
x

#конфигурируем его имя

x
 
configure
 
-
name
 
/
etc
/
passwd

#выводим содержимое файла, строка - за строкой

while
 
{
!
[
x
 
eof
]}
 
{

    
puts
 
"=> [x get]"

}

#удаляем объект

delete
 
object
 
x

```

Различные члены класса описываются с следующих, доступных внутри определения классов, команд: constructor, destructor, method, proc (в отличие от метода не наследуется), variable, common (подобие static в C++), public, protected, private, set и array. Наследование задаётся командой inherit. Допускается множественное наследование. Все методы - виртуальны. При определении класса можно использовать приёмы метапрограммирования, например чтобы определить в цикле несколько локальных переменные, вместе с  set и get методами доступа к ним .

## Составные команды
Составная команда (или ансамбль) определяется в виде:
```
ensemble
 
имяСост
 
команда
 
арг
 
арг
 
…

```

или
```
ensemble
 
имяСост
 
{

    
part
 
имяЧасти
 
аргументы
 
тело

    
…
 
…
 

    
ensemble
 
имяПодСост
 
{

        
part
 
имяПодЧасти
 
аргументы
 
тело

        
…
 
…
 

    
}

}

```

Ансамбли Tcl - это удобная синтаксическая надстройка над стандартным механизмом namespace ensemble Tcl. Это механизм позволяет сгруппировать несколько команд в одно пространство имён - ансамбль. Обращение к команде - части ансамбля выглядит как:
```
имяСост
 
имяЧасти
 
аргументы

```

Может существовать любое количество конструкций ensemble с одним и тем же именем, все определённые в них части войдут в один и тот же ансамбль.